# Крокус-Сіті
«Крокус-Сіті» — найбільший в Росії торгово-виставковий та діловий центр. Розташований у Красногорську Московської області, поруч із МКАД поміж Новоризьким і Волоколамським шосе на березі Москва-річки. На території комплексу розташована станція московського метро «М'якініно».
Входить до складу холдингу Crocus Group, що належить азербайджанському підприємцю Аразу Агаларову.

## Інфраструктура

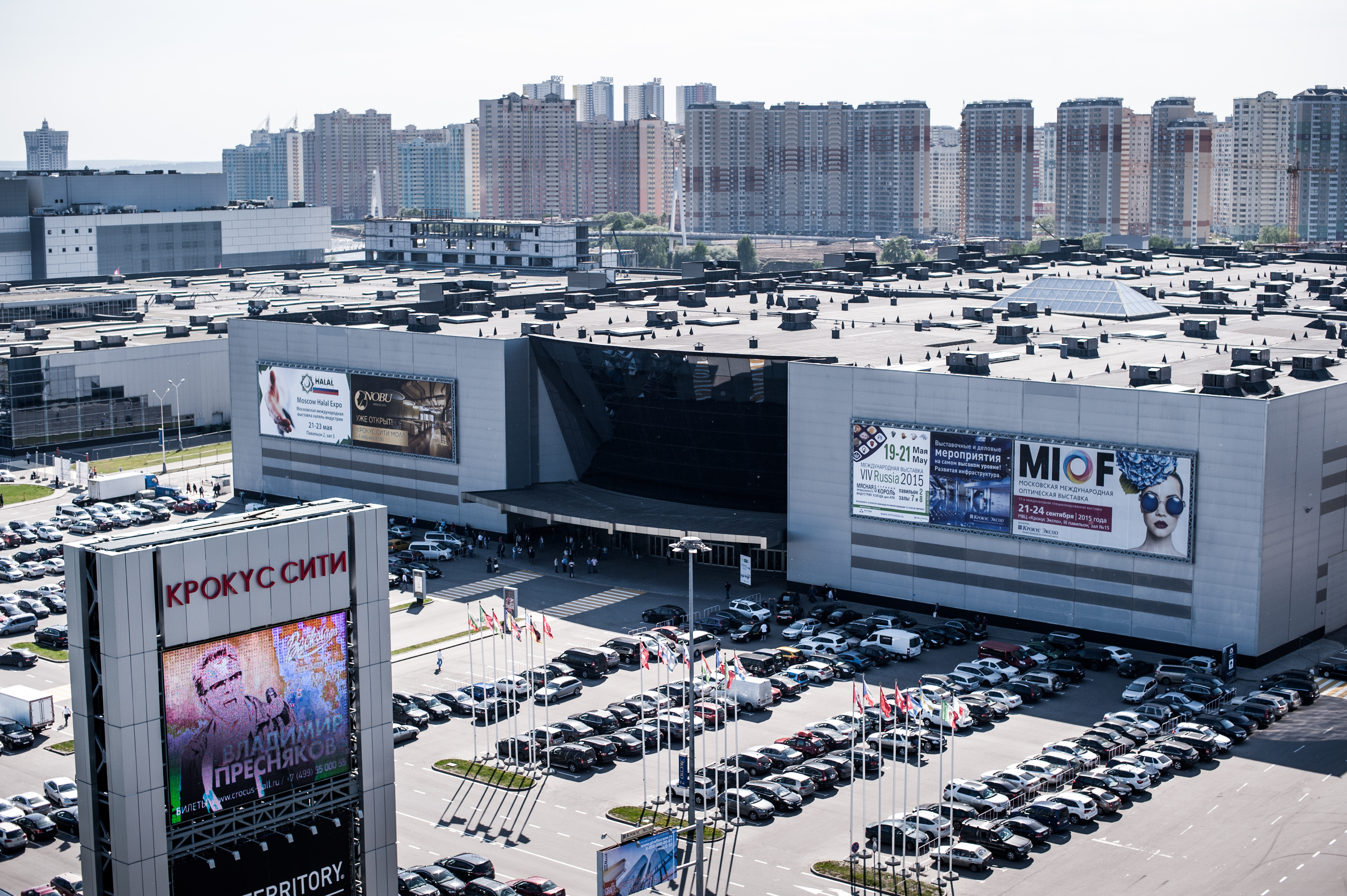
Крокус Експо

Крокус-Сіті об'єднує торгові, розважальні, бізнес і виставкові площі в єдиний комплекс із загальним архітектурним рішенням на єдиному просторі площею в 90 га.
Крокус-Сіті включає в себе:
- Виставковий центр Крокус Експо
- Концертний зал Крокус-Сіті Голл
- Торговий комплекс Крокус-Сіті Мол
- Модульний торгово-розважальний комплекс Box City
- Гіпермаркет «Твій дім»
- Shore House, яхт-клуб та ресторан
- Багатофункціональний житлово-діловий комплекс
- Готель «Акваріум»
- Торгово-розважальний комплекс Vegas
- Концертна зала Вегас Сіті Холл
- Крокус-Сіті океанаріум
- Crocus Fitness
- Станція метро М'якініно
- Паркінг.

### Станція метро «М'якініно»
26 грудня 2009 року на території Крокус-Сіті відкрили станцію метро «М'якініно» Арбатсько-Покровської лінії Московського метрополітену, що побудована на гроші приватного інвестора, і перша станція Московського метрополітену, яка вийшла за межі столиці в Московську область.

### Крокус Сіті Молл
Крокус Сіті Молл — дворівневий торговий центр площею 62 000 м2. У 2011 році включений в каталог «ТОП-100 торгових центрів Росії». Офіційно відкритий у листопаді 2002 року. На території торгового центру знаходяться більш як 200 бутиків, відділення банків, ресторани, кафе, салони краси.

## Теракт
22 березня 2024 року близько 20 годин по московському часу перед концертом гурту «Пикник» відбувся теракт.